# Duma i uprzedzenie (film 2004)
Duma i uprzedzenie (ang. Bride and Prejudice) – angielsko-amerykański miłosny film muzyczny z 2004 roku, wyreżyserowany w języku angielskim, hindi i pendżabskim przez Gurinder Chadha. Scenariusz stworzyli Gurinder Chadha i Paul Mayeda Berges. Jest to bollywoodzka adaptacja powieści Jane Austen Duma i uprzedzenie z 1813 roku. Polska premiera odbyła się 2 września 2005 roku. W roli głównej występuje Aishwarya Rai. Film ten jest połączeniem produkcji Bollywoodzkiej z Hollywoodzką.

## Fabuła
Fabuła oparta jest na powieści Jane Austen Duma i uprzedzenie. Niektóre imiona postaci pozostają zgodne z oryginałem, a reszta jest nieznacznie zmieniona.
Osadzona w indyjskim stanie Pendżab w mieście Amritsar, historia młodej kobiety Lality Bakshi (Aishwarya Rai), która żyje ze swoim ojcem i pomaga mu w prowadzeniu rodzinnego interesu. Jaya (Namrata Shirodkar), Maya (Meghna Kotari) i Lakhi (Peeya Rai Choudhuri) to trzy siostry Lality. Ich matka jest zdeterminowana, aby wydać swoje córki za poważanych i zamożnych mężczyzn. Na weselu przyjaciela, Lalita poznaje Willa Darcy’ego (Martin Henderson), przystojnego i zamożnego Amerykanina, pracującego w rodzinnym biznesie hotelarskim, który przyjechał do Amritsaru ze swoim wieloletnim przyjacielem Balrajem (Naveen Andrews) i jego siostrą Kiran (Indira Varma).
W większości wydarzenia pokrywają się z tymi w powieści, wplatając bollywoodzkie piosenki i numery taneczne. Darcy odpiera zainteresowanie Lalitą, która postrzega go jako zarozumiałego, aroganckiego i nietolerancyjnego w stosunku do Indii i kultury indyjskiej. Podczas przyjęć i spotkań, bezmyślna paplanina Pani Bakshi, kiczowaty taniec Mayi i nieskrępowane flirtowanie Lakhi zdumiewają Darcy’ego i jego przyjaciół, a Jaya i Lalita zostają upokorzone.
Balraj i Jaya szybko się w sobie zakochują, ale nieporozumienia i ingerencja innych osób przeciągają ich zaloty. Na wycieczce, na plaży w Goa, gdzie przebywają również Darcy, Kiran, Balraj i Jaya, Lalita spotyka i zwraca uwagę na Johnna Wickhama (Daniel Gilles), byłego przyjaciela Darcy’ego, który potwierdza jej niską opinię na temat Darcy’ego. Pan Kholi (Nitin Ganatra), bogaty, głupi, niezdarny, ostentacyjny i zamerykanizowany krewny, oświadcza się Lalicie. Kiedy odmawia, jej najlepsza koleżanka Chandra, zgadza się go poślubić, ku zmieszaniu i konsternacji Lality.
Kiedy najmłodsza siostra Lakhi ucieka z Wickhamem do Londynu, Darcy i Lalita znajdują ich i rozdzielają zanim mężczyzna zrujnuje jej życie, tak jak zrobił to jego siostrze Georgie.
Ostatecznie, podczas powrotu do Indii, gdzie Jaya i Balraj mają swój ślub, Darcy zaskakuje i ostatecznie przekonuje do siebie Lalitę poprzez dołączenie do tradycyjnej, ulicznej grupy bębniarskiej, pokazując tym samym, że uczy się doceniać hinduską kulturę. Film kończy się podwójnym ślubem i sceną, gdzie Jaya i Balraj oraz Lalita i Darcy przemierzają ulice Amritsaru na grzbietach słoni.

## Obsada
| Aktorzy             | bohater w filmie         | Duma i uprzedzenie bohater w powieści |
| ------------------- | ------------------------ | ------------------------------------- |
| Aishwarya Rai       | Lalita Bakshi            | Elizabeth Bennet                      |
| Martin Henderson    | William „Will” Darcy     | Fitzwilliam Darcy                     |
| Daniel Gillies      | Johnny Wickham           | Pan Wickham                           |
| Naveen Andrews      | Pan Balraj               | Pan Bingley                           |
| Anupam Kher         | Pan Bakshi, ojciec       | Pan Bennet                            |
| Nadira Babbar       | Pani Bakshi, matka       | Pani Bennet                           |
| Namrata Shirodkar   | Jaya Bakshi              | Jane Bennet                           |
| Indira Varma        | Kiran Balraj             | Caroline Bingley                      |
| Sonali Kulkarni     | Chandra Lamba            | Charlotte Lucas                       |
| Nitin Ganatra       | Pan Kholi                | Pan Collins                           |
| Meghna Kothari      | Maya Bakshi              | Mary Bennet                           |
| Peeya Rai Chowdhary | Lakhi Bakshi             | Lydia Bennet                          |
| Alexis Bledel       | Georgina „Georgie” Darcy | Georgiana Darcy                       |
| Marsha Mason        | Catherine Darcy          | Lady Catherine de Bourgh              |
| Harvey Virdi        | Pani Lamba               | Lady Lucas                            |
| Georgina Chapman    | Anne                     | Anne de Bourgh                        |